# Aeropuerto de Niigata
Niigata Airport (新潟空港 Niigata Kūkō?) (IATA: KIJ, OACI: RJSN) es un aeropuerto en Niigata, Japón.

## Aerolíneas y destinos
Los siguientes destinos son servidos desde Niigata
| Aerolínea              | Destinos                                       |
| ---------------------- | ---------------------------------------------- |
| All Nippon Airways     | Osaka-Itami, Sapporo-Chitose                   |
| China Eastern Airlines | Shanghái-Pudong                                |
| Fuji Dream Airlines    | Fukuoka, Nagoya-Komaki, Sapporo-Chitose        |
| Ibex Airlines          | Fukuoka, Osaka-Itami                           |
| J-Air                  | Osaka-Itami                                    |
| Korean Air             | Seúl-Incheon                                   |
| Peach                  | Osaka-Kansai                                   |
| Tigerair Taiwan        | Taipéi-Taoyuan                                 |
| Toki Air               | Kōbe, Nagoya-Centrair, Sapporo-Okadama, Sendai |